# Turbicellepora hirsuta
Turbicellepora hirsuta är en mossdjursart som först beskrevs av Calvet 1907.  Turbicellepora hirsuta ingår i släktet Turbicellepora och familjen Celleporidae. Inga underarter finns listade i Catalogue of Life.